# Josepha Mose

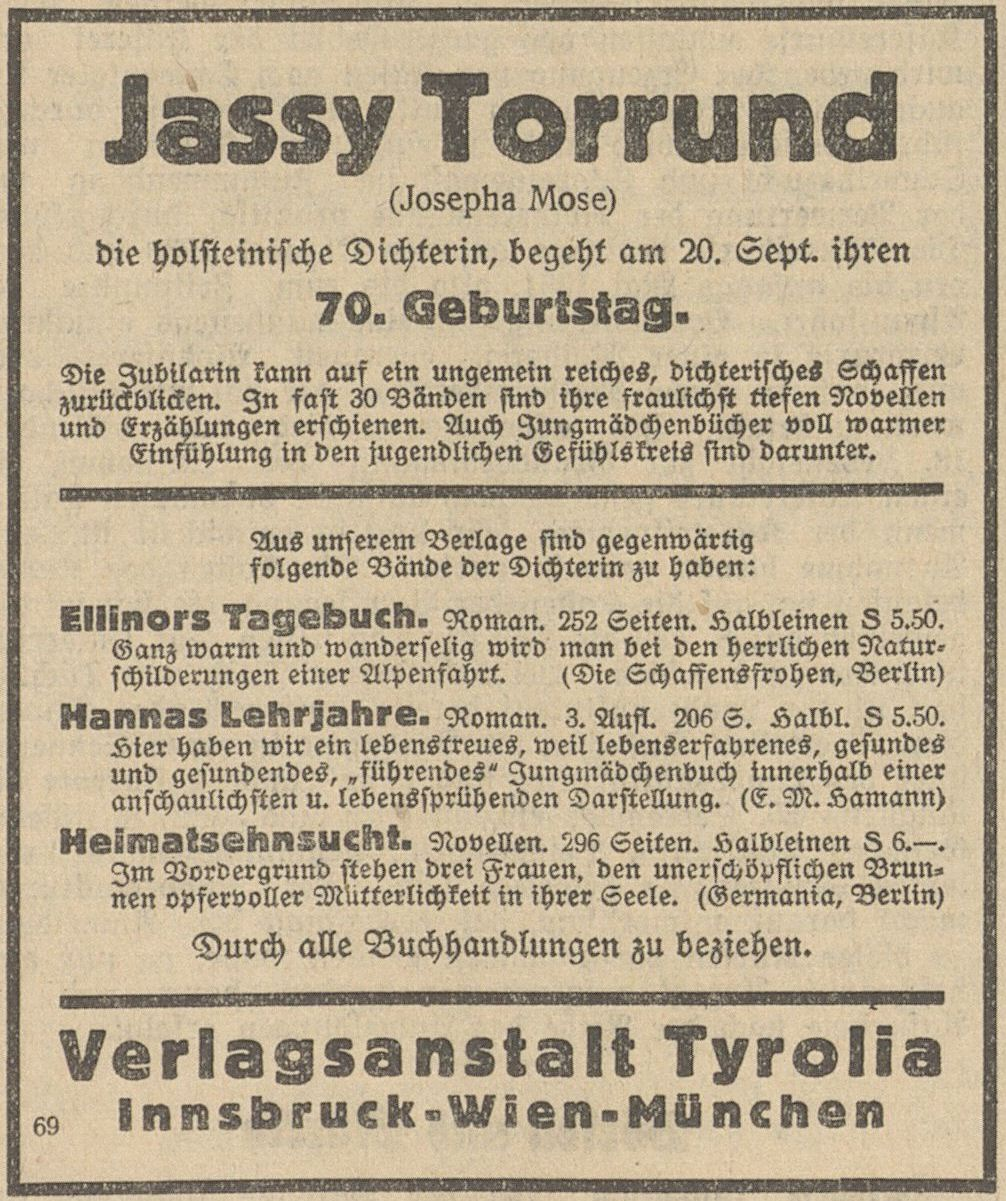
Werbeanzeige zum 70. Geburtstag von Jassy Torrund (= Josepha Mose) aus dem Allgemeinen Tiroler Anzeiger vom 20. September 1930 (S. 16)

Josepha Mose (* 20. September 1860 in Preetz; † 1943 in Breslau) war eine deutsche Schriftstellerin.

## Leben
Josepha Mose war die Tochter des Baumeisters Joseph Eduard Mose und seiner Frau Hedwig, geb. Fischer. In ihrer Jugend musste sie krankheitsbedingt viel Zeit im Bett zubringen. Hier soll sie ihre schriftstellerische Begabung entdeckt und ihren ersten Roman verfasst haben. Unter dem Pseudonym Jassy Torrund verfasste sie in den folgenden Jahren zahlreiche Erzählungen und Romane. Unter anderem veröffentlichte sie Erzählungen in den Zeitschriften „Die Gartenlaube“, „Über Land und Meer“ und „Universum“. In dieser letzten Zeitschrift wurde beispielsweise 1896 ihr Roman „Sonja's Rache“ gedruckt.
Nach dem Tod der Mutter führte Josepha den Haushalt im Elternhaus. 1893 zog sie mit dem Vater von Kiel nach Breslau.

## Werke
Unter dem Pseudonym: Jassy Torrund:
- Was das Leben bringt. Baumert & Ronge, Großenhain & Leipzig [1895].
- Christrosen und andere Novellen. A. Schumann’s Verlag, Leipzig 1897 (Roman-Gallerie für Salon und Reise; Bd. 42).
- Erkämpftes Glück: Novellen. A. Schumann’s Verlag,  Leipzig 1897 (Roman-Gallerie für Salon und Reise; 31).
- Sonja’s Rache: Roman. Reclam, Leipzig 1898.
- Wenn’s dunkel wird. A. Goldschmidt, Berlin 1902.
- Weisse Narzissen und andere Novellen. Reclam, Leipzig [1904] (Universal-Bibliothek; 4540).
- Ein dunkler Punkt: Novelle. Verlag von Albert Goldschmidt, Berlin 1906.
- Spätsommer und andere Novellen. Reclam, Leipzig [1906] (Reclams Universal-Bibliothek; 4845).
- Sein Herzenskind: Novelle. Reclam, Leipzig 1907 (Reclams Universal-Bibliothek; 4950).
- Die Gipskatze und andere lustige Geschichten. Reclam, Leipzig [1910] (Reclams Universal-Bibliothek; 5166).
- Ein Kuß aus Versehen und andere Novellen. Fredebeul & Koenen, Essen 1911.
- Die Krone der Königin und andere Erzählungen. Fredebeul & Koenen, Essen 1911
- Wenn Landsleute sich begegnen und andere Novellen. Reclam, Leipzig [1912] (Reclams Universal-Bibliothek; 5425). Neuausgabe Hofenberg, Berlin 2019, ISBN 978-3-7437-2926-1.
- Die keinen Sommer haben: Novelle. Otto Janke, Leipzig 1912 (Deutsche Roman-Zeitung, 49. Jahrg. 1912. 3. 4. Bd.).
- Zöllner und Sünder und andere Novellen. Stein, Saarlouis [1912].
- Mit Gott und gutem Wind! Erzählungen. Fredebeul & Koenen, Essen 1913.
- ‘Die graue Frau‘: Erlebnisse einer Mutter und andere Kriegserzählungen. Benziger, Einsiedeln u. a. [1917] (Benzigers Brachzeit-Bücher; Folge 4, No 3).
- Die neue Mama. Erlöst. 2 Novellen. Reclam, Leipzig 1920 (Universal-Bibliothek; 5859a).
- Hannas Lehrjahre: Erzählung. Tyrolia, Innsbruck  1920 (Sonnenland-Bücherei; 1).
- Wegsucher ins Sonnenland. Tyrolia, Innsbruck 1922 (Sonnenland-Bücherei; 5).
- Verschlossene Truhen: Erzähltes und Erlebtes; Novellen. Bachem, Köln [ca. 1922].
- Ellinors Tagebuch: Erzählung. Verlag Natur und Kultur, München 1924 (Sonnenland-Bücherei; 7).
- Die Burg ihrer Ahnen: Novelle. Bergland-Verlag, Elberfeld [1925] (Elfen-Büchlein; 3,3).
- Die Herrgottstanne und andere Novellen. Bergland-Verlag, Elberfeld [1925].
- Die vier Mädel vom Hummelhof: Jugendroman. Bergland-Verlag, Elberfeld [1926].
- Das Rätsel von Banz: Roman. St. Otto-Verlag, Bamberg 1926.
- Die Brautkrone. Tyrolia, Innsbruck 1928.
- Von einem, der seine Ahnen suchen ging: Vaterländische Erzählung aus harter Notzeit. Starke, Görlitz 1937